# Stygogidiella bredini
Stygogidiella bredini is een vlokreeftensoort uit de familie van de Bogidiellidae. De wetenschappelijke naam van de soort is voor het eerst geldig gepubliceerd in 1959 door Clarence Raymond Shoemaker.